# Tetrixocephalus chilensis
Tetrixocephalus chilensis är en insektsart som beskrevs av Ronderos 1970. Tetrixocephalus chilensis ingår i släktet Tetrixocephalus och familjen Ommexechidae. Inga underarter finns listade i Catalogue of Life.